# 14684 Reyes
14684 Reyes (1999 XQ167) là một tiểu hành tinh vành đai chính được phát hiện ngày 10 tháng 12 năm 1999 bởi nhóm nghiên cứu tiểu hành tinh gần Trái Đất phòng thí nghiệm Lincoln ở Socorro.